# 미즈하시 켄지
미즈하시 겐지(水橋研二, 1975년 1월 13일 ~ )는 일본의 남성 배우이다. 도쿄도에서 태어났다. 도쿄 도립 히카리가오카 고등학교(東京都立光丘高等学校)를 졸업하고 미용 전문 학교에 다니다 배우로 데뷔하였다. 현재는 프리렌서로 활동하고 있다.

## 출연 작품

### 영화
- 33 1/3r.p.m (1996년) - 데뷔작
- 토미에 (1999년)
- 달빛 속삭임 (1999년)
- 회로 (2001년)
- 로큰롤 미싱 (2002년)
- 자살 매뉴얼 (2003년)
- 크림 레몬 (2004년)
- 카나리아 (2005년)
- 토미에 비기닝 (2005년)
- 거북이는 의외로 빨리 헤임친다 (2006년)
- 사랑하는 일요일 (2006년)
- 나이스의 숲 (2006년)
- 다 큰 여자들 (2007년)

### 애니메이션
- 초속 5센티미터 (2007년)

### 드라마
- 물 속의 8월 (1998년)
- 7인의 여변호사 2기 제9화 (2008년)
- 가면라이더 키바 제23화, 제24화 (2008년)
- 파트너 7기 제6화 (2008년)

### 연극
- 상자 속의 여인 (2008년)